# Història de Laos

Laos

En aquest article es presenta un resum de la història de Laos, un país sense sortida al mar del sud-est asiàtic, envoltat per Birmània (o Myanmar) Tailàndia, Cambodja, el Vietnam i la Xina.

## Prehistòria

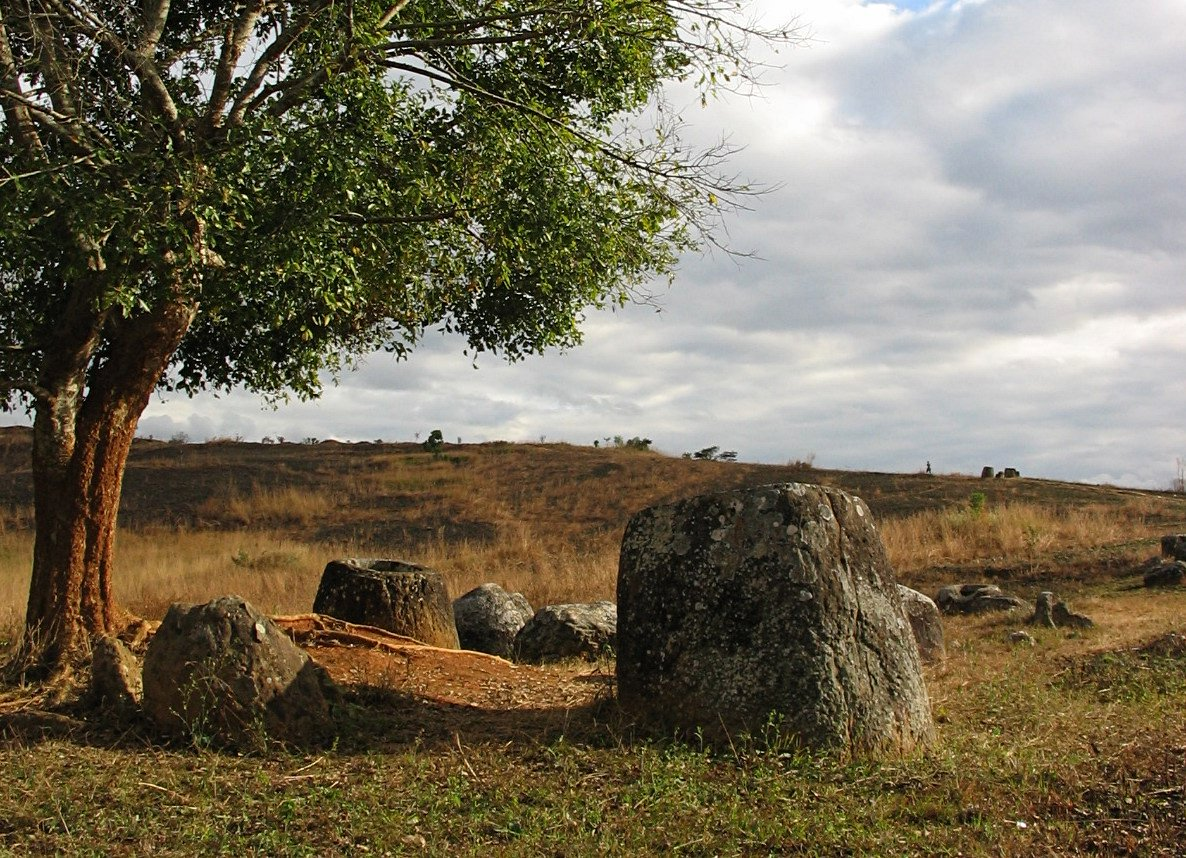
Plana de les gerres

Les excavacions a la regió de Luang Prabang fetes pel geòleg Fromaget, han desenterrat les restes d'homínids similars al Sinanthropus o "humà de Pequín", que testimonien que el país Lao ha tingut presència humana des de temps immemorials. També s'hi trobaren objectes del mesolític i el neolític.
Hi ha raons per a creure que el país Lao sempre ha estat un lloc de pas per a moltes persones de diversos orígens.
Fa 5.000 anys (3000 aC), les poblacions dels turons i piemonts al sud de la Xina comencen un moviment migratori cap al sud. Aquestes persones són els avantpassats dels pobles de llengües austroasiàtiques que són els mons i els seus cosins els khmers.
En temps més recents, potser al voltant de l'any 500 aC, es van construir a la zona de Xieng Khouang, megàlits en forma de gerres gegants, menhirs o cromlecs, que contenien ossos cremats, objectes de bronze i de ferro. Més tard, s'anomenà la zona Plana de les gerres. També hi ha un important jaciment megalític a Hintang, a la província de Houaphan.
Aquestes poblacions diferents són els avantpassats dels que ara són els lao-theungs i en un altre temps, kha ('salvatge', 'esclau'). Es van establir a l'est, sud-est i sud, i van ser depassats al llarg dels segles per noves migracions.

## El país Lao abans delseglexiv
En els primers segles de l'era cristiana, el sud del país és ocupat per txams o habitants de Txampa, regne hinduista del centre del Vietnam. Els txams són llavors desplaçats pels khmers. Al voltant de l'any 900, el Regne de Yasovarman només inclou el sud de Laos, mentre que dos segles més tard, el Regne de Jayavarman VII s'estén a la zona de Vientiane. Tant els txams com els khmers estan indianitzats i en conseqüència són permeables al budisme, que s'estén a la península indoxinesa a partir del segle vii.
És a partir del segle xi que es data habitualment la irrupció dels pobles tai (o t'ai) a l'actual Laos. Organitzats en lideratges, combatius i conqueridors, probablement impulsats per l'expansió xinesa, els tai s'infiltren per Diên Biên Phu i les valls del Nam Ou i el Nam Suong. En contacte amb la civilització khmer, es converteixen gradualment al budisme i, posteriorment, imposen en les zones on s'assenten la seva llengua i cultura. Els lao representen una branca particular de la branca tai. Seran ells els que ocuparan l'actual Laos i el nord de l'actual Tailàndia. Una inscripció siamesa del 1292 dona fe de l'existència d'un regne lao al voltant de Luang Prabang.

## El Regne de Lan Xang (delsegle XIValxix)
El primer regne lao històricament reconegut data del segle xiv. El seu rei s'anomena Fa Ngum; descendeix d'un avantpassat més o menys llegendari: Khoun Bourom. El regne, que ocupa una àrea més gran que el Laos d'avui dia, es coneix com a Lan Xang, que significa 'Regne del milió d'elefants'. En els segles següents, els governants de Lan Xang estaran sovint en guerra contra els birmans i els vietnamites, dels quals hauran d'acceptar la suzerania.
Fa Ngum s'esforçà per col·locar tots els laos sota la seva autoritat. Conquerí la major part de l'altiplà Khorat, així com els territoris que ara es troben al nord-oest del Vietnam.
El 1373 Fa Ngum fou enderrocat després d'una intriga i reemplaçat pel seu fill Unheuan, conegut com el Samsenthai ('Cap dels 300.000 thais').
A principis de segle xviii, el regne es va dividir en tres entitats: Regne de Luang Prabang al nord, Regne de Vientiane al voltant de la capital actual, i el Regne de Txampassak al sud, prop de Cambodja, al voltant de l'actual Paksé. El 1768, els regnes de Vientiane i Txampassak cauen sota dominació siamesa. Deu anys més tard, els siamesos saquegen Vientiane i s'enduen el Ph'ra Keo, el Buda de Maragda que encara es pot veure al temple més famós de Bangkok.
Dividit i saquejat, el país Lao entra en un declivi que continua durant tot el segle xix. Els primers relats dels viatgers occidentals daten del segle xvii. És llavors l'edat d'or del Regne Lao durant el regnat del "Rei Sol", Lao Surinyavongsa. El comerciant neerlandès Van Wuystoff queda enlluernat per la magnificència de Vientiane. En el seu diari, per emfasitzar la importància del budisme i al mateix temps el seu aspecte pacífic, evoca aquests monjos "més nombrosos que els soldats de l'emperador d'Alemanya." En aquesta època, Vientiane atrau els monjos de Cambodja i Siam, que hi venen a estudiar.
És certament aquest ferm ancoratge el que permet llavors als lao conservar un sentit d'unitat de gran abast durant la fragmentació política del segle xix, la colonització i les guerres postcolonials del segle xx. De Luang Prabang a Pakse (principal ciutat de l'antic Regne de Txampassak) es parla laosià, llengua propera al tailandès, i s'utilitza l'alfabet laosià, d'origen sànscrit, també proper a l'alfabet tailandès.
Durant el segle xix, és a Luang Prabang, millor protegida per les muntanyes, on els descendents de la dinastia Bourom Khoun segueixen mantenint la monarquia Lao. Molt més febles que els seus veïns, els regnes Lao ha d'usar totes les subtileses de la diplomàcia per no desaparèixer del tot. Però al final de segle xix, la història d'aquest país se segueix desenvolupant en un context purament regional. Les potències europees es van repartint el món, i al sud-est asiàtic, especialment, els francesos i els britànics es lliuren a una intensa competició. Expulsats de l'Índia pels britànics al segle xviii, els francesos posen peu al Vietnam el 1858, sota el pretext de protegir-ne els catòlics.

## Colonització francesa (1893-1954)

### La instauració del protectorat francès
Finalment, a la península d'Indoxina, només el Regne de Siam aconseguí preservar la seva independència, mentre que els britànics van estendre el seu domini sobre Birmània i els francesos al Vietnam, Cambodja i Laos, que són agrupats progressivament en la Indoxina francesa. Es produeix un enfrontament amb els siamesos per les pretensions d'aquests últims a Laos. Els vaixells de guerra francès bloquegen Bangkok per obligar els siamesos a signar el 1893 un tractat pel qual reconeixen el protectorat que els francesos han establert a Laos. Fins al 1946, a diferència de protectorat cambodjà Laos no és un estat centralitzat, sinó un conjunt de territoris, dels quals el protectorat francès és la unitat. Hi ha una monarquia amb seu a Luang Prabang, però no té sobirania sobre tot el territori de Laos.
Després d'Acords de Ginebra de 1954, els francesos atorguen als Lao la plena sobirania del seu país. Si afegim als seixanta anys del protectorat els següents vint anys, i on la presència cultural a França continua sent molt forta, tenim un total de vuitanta anys de lligams relativament forts entre França i Laos.

### Una presència francesa poc contestada
Fins al 1940, l'aristocràcia Lao accepta de bon grat la presència francesa, cosa que va impedir l'absorció del país per Siam. Els colonitzadors mai no posaren en dubte la presència del rei al seu palau de Luang Prabang. Per contra, es van produir alguns moviments rebels d'algunes minories de la muntanya. Els francesos, de fet, van endegar a principis del segle xx la construcció d'una xarxa de carreteres de servei per tota Indoxina, amb la intenció, igualment, d'involucrar la població local. De fet, aquesta contribució en forma de "tasca" sovint es basa en els Lao-Theungs, en un estat de semiesclavitud vis a vis amb els senyors feudals Lao, amb qui s'endeuten. La revolta més greu va tenir lloc entre 1900 i 1910, a l'altiplà de Bolaven, al sud. La tasca és abolida pel Front Popular francès el 1936.
El 1940, Laos té pau, però encara es troba molt poc desenvolupat. El 95% de la població és analfabeta. 12.000 nens assisteixen a les escoles primàries, on s'imparteix la instrucció en francès. Són les pagodes les que transmeten l'ús de l'escriptura Lao. Mentre que al sud alguns colons francesos obtenen concessions agrícoles, la presència francesa és principalment administrativa. El desenvolupament d'Indoxina es concentra en l'actual Vietnam. Laos està escassament poblat, i els francesos animen els vietnamites a anar-hi per ocupar llocs en el govern o com a treballadors en la mineria. A banda de Luang Prabang, les ciutats d'alguna importància, com Vientiane, Pakse, Savannakhet o Thakhek, apleguen una gran colònia vietnamita.
El baix nivell d'educació pot explicar el retard del despertar nacionalista Lao, que no s'expressa fins al 1945, mentre que al veí Vietnam, des de principis de segle els intel·lectuals s'organitzen per resistir la colonització, i donen pas el 1920 a una sèrie de moviments nacionalistes com el Partit Comunista d'Indoxina, dirigit per Nguyen Ai Quoc, més tard conegut amb el nom de Ho Chi Minh.

### La Segona Guerra mundial i el despertar nacionalista
La Segona Guerra mundial sacseja la potència colonial: França es veu obligada a cedir a Tailàndia, aliada de l'Imperi del Japó, les províncies situades sobre el marge occidental del Mekong (província de Sayaboury i una part de la província de Champassak). Per compensar les pèrdues dels territoris, Jean Decoux, governador general d'Indoxina, reorganitza l'administració laosiana; concedeix al govern reial de Luang Prabang una autonomia lleugerament augmentada, i estén la seva sobirania a tres noves províncies, les de Mekong, Xieng Khouang i Vientiane. El príncep Phetsarath Rattanavongsa és integrat al consell del rei i dirigeix una mena de govern.
Hi ha una anècdota prou reveladora del desenvolupament del nacionalisme lao en aquesta època: enfront de les amenaces japonesa i tailandesa, les autoritats colonials s'adreçaren a recolzar-se més sobre les elits lao. El director d'instrucció pública de Vientiane encoratja els joves lao cultivats a retrobar les fonts de la seva identitat cultural: literatura, música, història… L'any 1944, quan el mateix funcionari francès tracta de desenvolupar l'ús de l'alfabet llatí per escriure el laosià, xoca amb una vigorosa resistència del príncep Phetsarath, primer ministre a la cort de Luang Prabang. El príncep opina que l'escriptura és un element essencial de la cultura lao, igual que la llengua i el budisme. Però, d'altra banda, Phetsarath encoratja els seus joves germanastres a seguir estudis d'enginyeria a França; Souvanna Phouma i Souphanouvong, primers enginyers de Laos, encarnen fins al 1975 els dos elements rivals del nacionalisme lao, l'un prooccidental i l'altre procomunista.

## La Primera i la Segona Guerra d'Indoxina
El març del 1945, els japonesos ocupen militarment tota la Indoxina francesa. Sisavang Vong, rei de Luang Prabang, refusa, no obstant això, de cooperar amb ells i de decretar com ho desitgen la independència del país, la qual cosa fa que es trobi en conflicte amb el seu primer ministre, el príncep Phetsarath Rattanavongsa. El monarca acaba per cedir sota la pressió, i es considera a continuació com a presoner. La població local tendeix a donar suport al monarca i als francesos, i grups de soldats francesos i laosians duen a terme accions de resistència a Laos contra els japonesos. Entre la capitulació del Japó, l'agost de 1945, i el retorn de les tropes franceses a la primavera de 1946, el príncep Phetsarath forma un govern que aplega els nacionalistes lao de totes les tendències, que pren el nom de Lao Issara (Laos lliure). El setembre de 1945, les tropes aliades de la República de la Xina penetren a Laos, però es preocupen menys de posar-hi ordre que de saquejar la collita d'opi. L'octubre de 1945, s'organitza un cop d'estat per destronar el rei i decretar la independència del país, en tant que estat unificat. Phetsarath és proclamat cap de l'estat lao (Pathet Lao). El novembre, el rei és fet presoner al seu propi palau. A partir del març de 1946, els francesos, amb el suport dels soldats del príncep Boun Oum, reprenen progressivament la seva presència a Laos, i el govern nacionalista ha de refugiar-se a Tailàndia, mentre que el rei és posat de nou al tron de Luang Prabang.
Entre 1945 i 1980, Laos coneix un període de guerra pràcticament ininterromput, però la vall del Mekong és menys afectada pels combats que les zones muntanyoses. D'ara endavant, Laos es reorganitza sota la forma d'un estat centralitzat. El 27 d'agost de 1946, el Regne de Laos accedeix a l'autonomia interna al si de la Federació indoxinesa i la Unió francesa. El govern central és col·locat sota l'ègida de la monarquia de Luang Prabang, amb Sisavang Vong com a sobirà.

### La Primera Guerra d'Indoxina
La primera Guerra d'Indoxina, entre 1946 i 1954, és una guerra de descolonització impulsada principalment pels comunistes vietnamites, el Viet Minh de Ho Chi Minh, en contra dels francesos. Una part dels nacionalistes laosians, aliats del Việt Minh, es radicalitzen en la lluita contra els francesos i s'integren de manera duradora en el moviment comunista mundial. L'agost de 1950, Souphanouvong funda, amb el suport del Viet Minh, el govern provisional del Pathet Lao. Una altra part del poble laosià, feroçment anticomunista, dona suport als francesos, com ara els milers de partidaris aplegats al GCMA (i GMI). A l'abril de 1953, la 312 divisió regular de l'Exèrcit Popular vietnamita, la força armada del Viet Minh, creua la frontera de Laos amb el suport de la petita guerrilla Pathet Lao. Els independentistes laosians aconsegueixen, gràcies al suport dels seus aliats vietnamites, el control d'una àmplia zona, incloent-hi l'altiplà de Bolaven al sud i moltes províncies del nord.

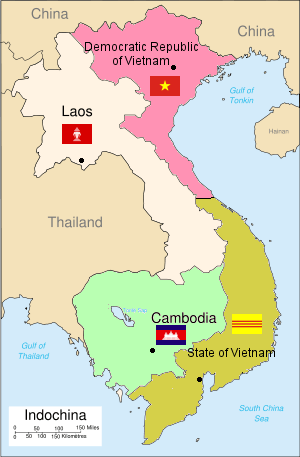
La participació de la Indoxina francesa en els nous estats de Laos, Cambodja, Vietnam del Nord i Vietnam del sud

La victòria del Viet Minh en la batalla de Dien Bé Phu el 1954, abans de la conferència Internacional de Ginebra, confirma la divisió entre els dos estats vietnamites: la República Democràtica de Vietnam (Vietnam del Nord), comunista, i l'estat del Vietnam (Vietnam del Sud), reemplaçat l'any següent per la República de Vietnam, en què la influència dels Estats Units substitueix ràpidament la dels francesos. Igual que a Laos, la conferència confirma la monarquia constitucional establerta pels francesos el 1947, però reconeix oficialment el Pathet Lao, les forces militars del qual són autoritzades a reagrupar-se en dues províncies al nord-est. Sens dubte hom troba en ambdós bàndols patriotes partidaris de la unió, pel bé del país, però el context geopolític regional i global té prioritat sobre la causa purament laosiana, i el més intransigent dels dos bàndols, el Pathet Lao, no accepta el control del govern reial sobre les seves dues províncies; i els militars de dreta no accepten les victòries electorals del Pathet Lao. Fundat oficialment el 1955, el Partit Comunista Laosià, o Partit Popular Lao, forma secretament el nucli dirigent del Pathet Lao. Un govern d'unitat nacional, format el 1962, salta fet miques ràpidament.

### La Segona Guerra d'Indoxina
La Segona Guerra d'Indoxina comença pocs anys després: fins a 500.000 soldats nord-americans seran destinats al Vietnam del Sud per intentar contrarestar els guerrillers comunistes que reben ajuda massiva del nord. La "Ruta Ho Chi Minh", la xarxa de camins i senders que els nord-vietnamites utilitzen a la serralada Annamita per a proveir els seus aliats del Viet-Cong al Vietnam del Sud, es troba en territori laosià. Durant anys, els bombarders nord-americans amb base a Tailàndia tracten de bloquejar aquesta artèria vital per als comunistes vietnamites. Entre 1964 i 1974, Laos esdevé el país més bombardejat de la història, si es compara el bombardeig de la població: durant 10 anys el país va patir una missió de bombardeig cada 7 minuts. Els nord-americans, de forma massiva, ajuden el govern reial, que permet, a canvi, a la CIA d'establir bases a les muntanyes i reclutar mercenaris entre les minories de lesturó que durà a terme accions de comandament contra els nord-vietnamites i els seus aliats del Pathet Lao. De 1954 a 1974, el Pathet Lao, però, se les arregla per estendre la seva influència a la majoria de les zones de muntanya, ajudat per la intervenció directa, però camuflada, de tropes regulars nord-vietnamites.

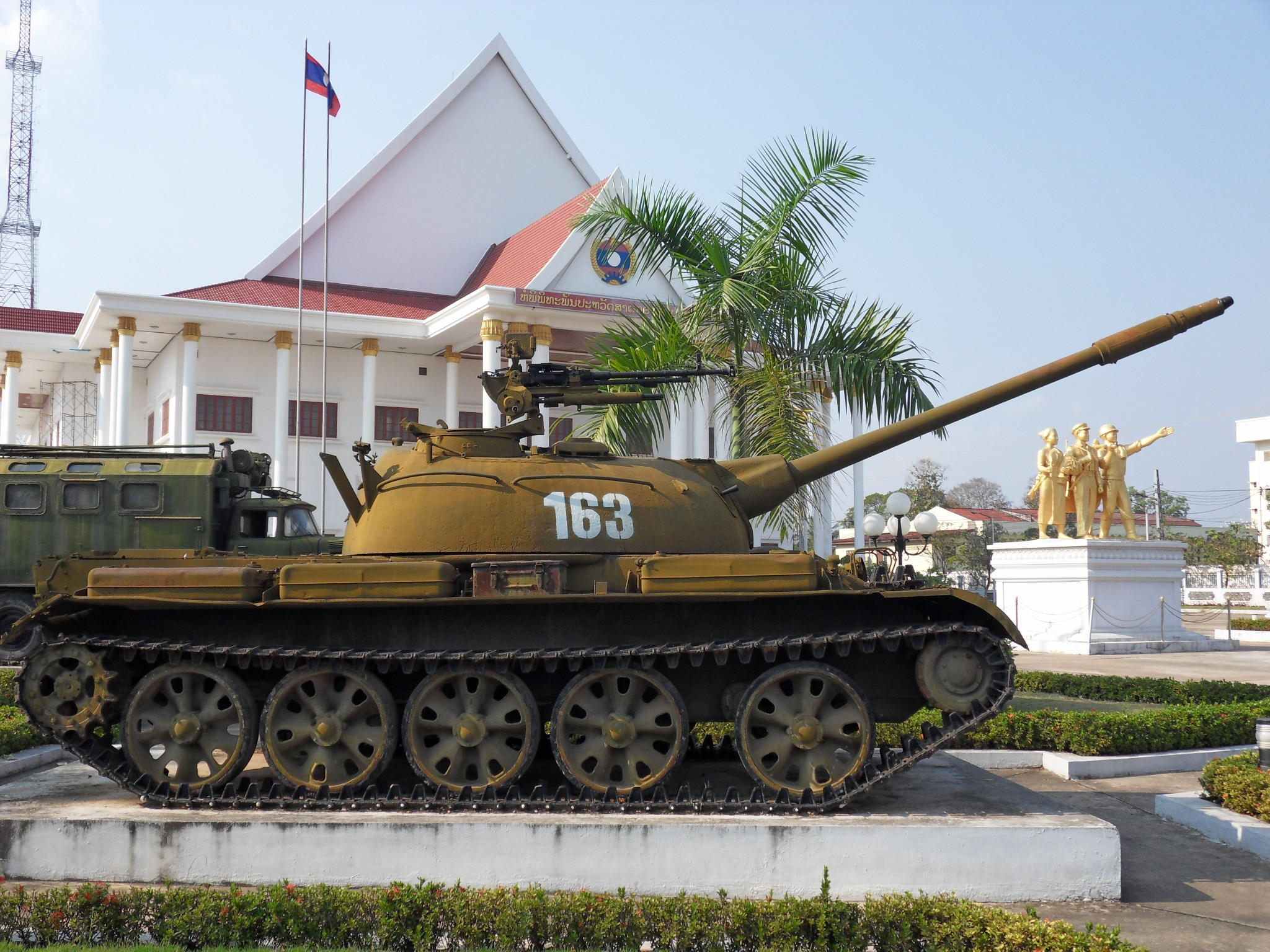
Tanc lleuger xinès Type 62, utilitzat per les forces del Pathet Lao el 1971-1973 (Museu de l'Exèrcit de Vientiane)

A Laos, portat pel destí a un conflicte que no és realment el seu, les minories ètniques de la muntanya són, tant en un cantó com a l'altre, en la línia del front. La CIA estatunidenca reclutà massivament hmongs, encapçalats pel general Vang Pao, en les seves forces especials. La CIA envià per avió instructors i agents a les muntanyes de Laos, que portaven també l'opi hmong amb destinació a la capital, Vientiane, per finançar aquesta guerra: això al mateix temps que els Estats Units oficialment participaven en la "guerra contra les drogues".
Pel cantó del Pathet Lao, hi ha una majoria de Lao theung, que formen una gran part de la població del territori controlat pel Pathet Lao. Però també hi ha molts Lao Theung en les files de les Forces Especials i en les de la FAR, les Forces Armades Reials.
El conflicte tindria 350.000 morts (una desena part de la població) i molts refugiats.
Durant aquest període (1954-1974), els francesos van ser capaços de mantenir la seva influència pel paper considerable que juguen encara (com John Deuve) en el marc de sectors com ara l'educació, la justícia, salut, i fins i tot la formació militar. El líder de la dreta neutralista, el príncep Souvanna Phouma, primer ministre gairebé sense interrupció entre 1951 i 1975, francòfil per la seva educació i matrimoni, manté voluntàriament la influència francesa, que no és escombrada per la participació massiva de nord-americans en el camp militar i econòmic. Es dona la circumstància que augmenta l'aposta per l'ajuda estrangera. Laos és llavors el país més ajudat del món per capita; algunes grans famílies s'enriqueixen considerablement, però el conjunt de la població també se'n beneficia. Així, tot i la guerra, es pot observar durant aquest període un considerable progrés en el camp de l'educació i la salut.

## La presa del poder pels comunistes

### La signatura de la Declaració de París
El febrer de 1973, un mes després de la signatura dels Acords de París, que proporcionen un precari alto el foc al sud del Vietnam, els Acords de Vientiane instauren també a Laos un alto el foc, i des de 1974, la formació d'un govern d'unitat nacional. Aquests acords són generalment ben rebuts per la població, que aspira a la reconciliació nacional.
No obstant això, a principis de l'any 1975, els comunistes a Cambodja i Vietnam prenen el poder. Després d'ells, els comunistes de Laos, encapçalats per Kaysone Phomvihane, líder del Partit Revolucionari del Poble Lao des de la dècada del 1950, eliminen les altres tendències en el curs de l'any 1975.

### L'establiment del comunisme
Al final de l'any 1975, es fa evident que el període de reconciliació nacional s'ha acabat. Traient profit especialment de la malaltia del primer ministre neutralista Souvanna Phouma, el Pathet Lao s'arroga tot el poder en un procés de vegades conegut com la «revolució de la seda». La monarquia és abolida i Laos pren el nom de República democràtica popular de Laos. Souphanouvong es converteix en president i secretari general de Partit Revolucionari Popular de Laos. Kaysone Phomvihane n'és nomenat primer ministre. El rei Savang Vatthana, la reina i el príncep hereu són arrestats i moren pocs anys després en un camp de reeducació. Més de 40.000 laosians són enviats a camps de concentració. La repressió afecta una part molt important de l'administració i l'exèrcit, que havia col·laborat amb els americans i els francesos, que continua en l'actualitat, sobretot amb el genocidi dels hmongs, una ètnia minoritària de Laos aliada de les tropes franceses (GCMA/GMI) i després dels americans (CIA); l'extermini es tradueix en una autèntica cacera humana (persecucions a les selves, assassinats, tortures, violacions...). Es calcula en 30.000 persones el nombre dels que són enviats als samana, "seminaris", que són en realitat camps de reeducació. Per a aquells que tenen la sort de tornar-ne, les estades als samana es perllonguen durant diversos anys.
Una de les conseqüències d'aquesta política sectària i repressiva és l'èxode de gairebé el 10% de la població, que afecta en gran manera la classe acomodada i les capes dotades d'una certa instrucció. Entre 350.000 i 400.000 persones trien l'exili entre 1975 i 1987. La major part de la migració es duu a terme en els tres primers anys; el maig del 1978, al voltant del 8% de la població ja havia fugit del país, una xifra vuit vegades superior a l'observada al Vietnam veí. Al final de 1970, els laosians representen la majoria dels refugiats en campaments a la frontera de Tailàndia. El 75% dels exiliats opten per establir-se als Estats Units, Canadà o França. Alguns, als quals no se'ls permet anar a Occident, es passaran fins a quinze anys en camps de concentració. Un acord entre Tailàndia i Laos acaba donant permís per tornar a Laos a un contingent de 300 persones per mes.
El comunisme instaurat, sense atènyer com a Cambodja els cims de la barbàrie, desmoralitza gran part de la població rural mitjançant mètodes autoritaris completament inadequats. El nou poder és, a més, subjecte a la influència forta del Vietnam (reunificat el 1976, sota el nom de República Socialista del Vietnam).
Sota l'antic règim, les persones foren víctimes d'abusos personals o concussió de funcionaris i, d'una manera més general, de la gestió global de la societat per l'aristocràcia, la qual, per establir el seu domini feia servir elements forans, com la cultura francesa o el dòlar dels Estats Units. Però la gent poques vegades es va veure amenaçada individualment. A més, podia trobar un recurs en el joc d'influències que les grans famílies respectives tenien entre si o mitjançant una pressió moral de la pagoda.

### L'autonomia dels pobles
De manera remarcable, existia tant a l'antic Regne de Lan Xang com al Regne Lao contemporani, una genuïna autonomia vilatana en la qual l'estat va interferir poc: un consell conjunt del poble, format per tots els caps de les famílies i els monjos, mantenia l'autoritat política que un cap del poble, elegit per votació entre els caps de família, exercia per delegació per coordinar les activitats econòmiques i socioculturals de la comunitat vilatana i servia d'intermediari amb l'estat. Era ell, per exemple, qui recaptava els impostos i designava les famílies obligades. Però l'estat, que estava representat localment per un Tiao Muong (cap de districte), ben poques vegades interferia en els assumptes del poble. Així, gairebé el 90% de la població de Laos podia beneficiar-se d'aquesta cèl·lula política privilegida, democràtica i sobirana, que era el llogaret tradicional. La gran novetat en el nou règim fou que "l'estat havia forçat les portes dels pobles...".

## El retorn a la pau i el capitalisme sota el règim comunista
El 1986, el Partit del Congrés va presentar el "Nou Mecanisme Econòmic", basat en la descentralització, la iniciativa privada i els preus reals. Uns anys més tard, la caiguda del comunisme en l'URSS buida de tot significat la pertinença al bloc comunista, però Laos segueix sent un règim de partit únic, els líders del qual van viure el que ells anomenen «La guerra dels 30 anys, de 1945-1975».
Sense constitució des de la proclamació de la república el desembre de 1975, Laos no comença la preparació d'una constitució fins al 1989, i no la tindrà enllestida fins al 1991.
El desembre de 1987, esclata un breu conflicte fronterer entre Laos i Tailàndia.
Si bé ara es pot considerar que Laos viu en pau, moltes províncies van patir la guerra, i d'altres una gran inseguretat, fins a principis de 1990. Fins a finals de 1970, es van produir enfrontaments violents entre els hmong i les forces regulars del Vietnam del Nord i Laos. Molts hmong són després assassinats, altres van aconseguir arribar a la frontera amb Tailàndia, altres finalment constitueixen bandes de pirates que operen encara a principis de la dècada de 1990.
Molts dels emigrants que van creuar el Mekong arribaren als països occidentals, però alguns van tractar de dur a terme accions de guerrilla des del territori tailandès. La província de Paksane roman així durant molt de temps en un estat d'inseguretat. Fins a la dècada de 1990, els grups de resistència dirigits per exmilitars van fer d'aquesta regió una de les meques de la resistència al nou règim.
Petits grups de Patikan (partidaris), amb emplaçaments mòbils i amb bons coneixements del país, operen llavors de vegades en conjunt amb un grup de hmongs des del nord. La seva motivació principal sembla l'oposició a l'ocupació vietnamita.
Mai la resistència laosiana, dividida en múltiples tendències i grups ètnics, servint de titella a alguns exdirigents que somiaven amb la restauració d'un règim desacreditat als ulls de la majoria dels laosians, no va poder aconseguir una certa unitat.
El 1999, quan les tropes vietnamites tornen a casa (només uns pocs grups de "treballadors" participen en grans projectes a Laos), els pocs atacs o actes de sabotatge són més actes de bandidatge que no pas de resistència organitzada.

## El país Lao el 1999

### Una prosperitat relativa
La nova política econòmica duta a terme des de 1986, i la pau que a poc a poc es va estendre per tot el país han donat lloc a una prosperitat relativa. Entre 1986 i 1996, el creixement mitjà del PIB fou del 6,4% anual, mitjana que tanmateix amaga grans disparitats.
Les regions muntanyoses que van patir una sèrie de desastres naturals amb prou feines s'han beneficiat d'aquesta millora. Laos s'ha beneficiat d'una assistència internacional força diversa (Tailàndia, Austràlia, Xina, Europa i Japó).

El pont de l'Amistat Lao-Thai el març de 2006

L'abril de 1994, s'inaugurà el pont de l'Amistat Lao-Thai, primer pont fronterer sobre el riu Mekong, que d'alguna manera simbolitza l'obertura al món. Començaren diversos projectes hidroelèctrics de gran envergadura: les possibilitats de Laos són riques en aquesta àrea atès que es pot vendre electricitat a Tailàndia. De fet, l'electricitat és el primer producte d'exportació, davant l'agricultura, la fusta, l'estany i el tèxtil.
No obstant això, fins ara, la balança comercial és força deficitària, a causa d'un desenvolupament industrial molt petit.
Malgrat el creixement econòmic registrat des de 1986, la situació en les àrees d'educació i salut és més baixa del que era a principis de 1970. L'èxode massiu de les elits educades entre 1976 i 1980 encara fa sentir-ne els efectes.

### La crisi asiàtica
El 1997 i 1998, Laos va patir la pitjor part del que s'ha anomenat la crisi financera del sud-est asiàtic, per bé que fora de la vall del Mekong, una economia de subsistència i baixa monetarització va protegir la major part de la població contra un contagi greu.
Tailàndia el primer país afectat per la crisi, era el major inversor a Laos. La inversió estrangera en general augmentà 1.2 mil milions de dòlars el 1995 a 150 mil el 1997. Entre juliol de 1997 i final de 1998, el kip laosià passà de 900 a 4200 kips per dòlar; també va perdre la meitat del seu valor enfront del baht tailandès. Tots els béns importats, fins i tot la gasolina, esdevingueren fora de l'abast de la població. El 1998, el creixement va ser tot just positiu.

## Segle XXI
La transició cap al capitalisme i la integració regional s'ha accelerat al segle xxi. Laos fou amfitrió de la cimera de 2004, la desena part de l'Associació de Nacions del Sud-est Asiàtic (ASEAN), de la qual és membre des de 1997. Així mateix, es pretén complir amb l'Organització Mundial del Comerç. La primera borsa de valors va obrir el 10 d'octubre de 2010.

### Les qüestions ambientals
No podem ignorar els molts problemes ambientals que sorgeixen a Laos el 1999.
La desforestació, ja sigui per l'explotació forestal o bé per l'artigatge, ja ha començat a causar l'erosió i la degradació dels sòls tropicals. Les minories que practiquen l'artigatge es resisteixen a la sedentarització. L'explotació de minerals provoca la contaminació de l'aigua dels rius. Els embassaments de preses grans que engulen milers d'hectàrees condueixen a la desaparició d'algunes espècies animals.

### Els perills

#### Patrimoni històric
L'antiga capital reial, Luang Prabang, va ser promoguda a Patrimoni de la Humanitat, i té per tant les subvencions de la UNESCO per a la seva restauració. Això no ha de fer oblidar les amenaces al patrimoni cultural i estil de vida de Laos, el desenvolupament del turisme i la proximitat de Tailàndia: la irrupció de la televisió tailandesa és un esdeveniment important en l'evolució de l'actual Laos.

#### La persecució dels hmong
Com ho demostra l'informe de Grégoire Deniau del programa Envoyé spécial, el conflicte hmong continua fins avui. Aquesta població aïllada ha estat desterrada per les autoritats per haver lluitat contra el comunisme durant trenta anys al costat dels occidentals; alguns van aconseguir emigrar a les democràcies occidentals, però les tribus de muntanya restants són perseguides pels exèrcits lao i vietnamita que patrullen en l'hàbitat històric dels hmong, els últims supervivents dels quals estan confinats en un espai prohibit i continuen resistint per la seva supervivència.